# 布魯諾鎮區 (明尼蘇達州派恩縣)
布魯諾鎮區（英語：Bruno Township）是位於美國明尼蘇達州派恩縣的一個行政鎮區。

## 地方資料
布魯諾鎮區的面積為90.69平方千米，當中陸地面積為90.61平方千米，而水域面積為0.08平方千米。根據2020年美國人口普查的數據，當地共有人口176人，而人口密度為每平方千米1.94人。